# Brunfelsia jamaicensis
Brunfelsia jamaicensis är en potatisväxtart som först beskrevs av George Bentham, och fick sitt nu gällande namn av August Heinrich Rudolf Grisebach. Brunfelsia jamaicensis ingår i släktet Brunfelsia och familjen potatisväxter. Inga underarter finns listade i Catalogue of Life.